# Wilhelm Albrecht Oeltzen
Wilhelm Albrecht Oeltzen (* 2. Oktober 1824 in Hannover; † 1879 ebenda) war ein deutscher Astronom.

## Leben
Ab 1846 studierte er an der Universität Göttingen. Von 1849 bis 1858 war er Assistent an der Sternwarte in Wien, von 1858 bis 1869 Rechner (und Beobachter) an der Sternwarte in Paris, ab 1873 Rechner an der Berliner Sternwarte.

## Veröffentlichungen
- Über die Bahn des Planeten Thalia. 1853
- Argelander's Zonen-Beobachtungen von 45. bis 80. Grade nördlicher Declination, in mittleren Positionen für 1842.0 nach gerader Aufsteigung. 2 Bände. Wien 1851–1852
- Nachweis des Vorkommens von Sternen aus den Argelander’schen nördlichen Zonen in anderen Quellen. 1854
- Schwerd's Beobachtungen von Circumpolarsternen in mittleren Positionen 1828. In: Denkschriften der kaiserlichen Akademie der Wissenschaften. Mathematisch-naturwissenschaftliche Classe Wien, 1855 (zobodat.at [PDF; 6,6 MB])
- Resultate aus der Vergleichung des Sternkatalogs von Fedorenko mit anderen Quellen. 1857
- Argelander’s Zonen-Beobachtungen vom 15. bis 31. Grade südlicher Declination, in mittleren Positionen für 1850.O. Wien 1857–1858